# DDR-Fußballmeisterschaft der Junioren 1955
Die DDR-Fußballmeisterschaft der Junioren 1955 war die 6. Auflage dieses Wettbewerbes, der vom Jugendausschuss der Sektion Fußball (DDR) durchgeführt wurde. Der Wettbewerb begann am 24. April 1954 mit der Vorrunde und endete am 7. August 1955 mit dem Titelgewinn der BSG Empor Halle, in dem man im Finale gegen die SG Grünau mit 4:1 gewann.

## Teilnehmende Mannschaften
An der DDR-Fußballmeisterschaft der Junioren (A-Jugend) für die Altersklasse (AK) 17/18 nahmen die Bezirksmeister der 14 Bezirke auf dem Gebiet der DDR sowie der Meister und Vizemeister aus Ost-Berlin teil. Spielberechtigt waren Spieler bis zum 18. Lebensjahr (Stichtag: 1. August 1936).
Folgende Mannschaften qualifizierten sich für die DDR-Fußballmeisterschaft der Junioren:
| - Bezirk Rostock BSG Motor Wismar - Bezirk Schwerin BSG Einheit Schwerin - Bezirk Neubrandenburg BSG Lokomotive Prenzlau - Bezirk Potsdam BSG Motor Süd Brandenburg - Ost-Berlin SG Grünau SG Fortuna Pankow (Vizemeister) | - Bezirk Frankfurt (Oder) BSG Einheit Frankfurt - Bezirk Magdeburg BSG Lokomotive Oschersleben - Bezirk Halle BSG Empor Halle - Bezirk Leipzig BSG Chemie Leipzig-West - Bezirk Cottbus BSG Einheit Cottbus | - Bezirk Dresden BSG Lokomotive Dresden - Bezirk Karl-Marx-Stadt BSG Motor Brand-Langenau - Bezirk Erfurt SC Turbine Erfurt - Bezirk Gera BSG Wismut Gera - Bezirk Suhl BSG Motor Mitte Schmalkalden |

## Modus
Die Vorrunde wurde im K.-o.-System mit Hin- und Rückspielen ausgetragen. Konnte nach zwei Spielen kein Sieger ermittelt werden, kam es zu einem dritten Spiel auf neutralen Platz. Die acht Vorrundensieger, sollten dann Anfang Juli in Görlitz während einer Meisterschaftswoche der Jugend den Meister ausspielen.
Mitte Juni entschieden das Präsidium der Sektion Fußball und die Mitglieder des Jugendausschusses aus finanziellen Gründen keine Meisterschaftswoche auszutragen.
Daraufhin wurde in einer Zwischenrunde in zwei Staffeln zu je vier Mannschaften nach territorialen Gesichtspunkten weitergespielt. In diesen, wurde nach dem Modus „Jeder gegen Jeden“ in einer einfachen Runde auf neutralen Plätzen die Teilnehmer für das Finale und dem Spiel um Platz 3 ermittelt.

## Vorrunde
| Datum                     |                              | Gesamt |                             | Hinspiel | Rückspiel |
| ------------------------- | ---------------------------- | ------ | --------------------------- | -------- | --------- |
| So 24. April / So 08. Mai | BSG Wismut Gera              | 0:4    | BSG Motor Süd Brandenburg   | 0:1      | 0:3       |
| So 24. April / So 22. Mai | BSG Motor Wismar             | 3:3    | BSG Motor Brand-Langenau    | 3:1      | 0:2       |
| So 24. April / So 22. Mai | BSG Chemie Leipzig-West      | 3:3    | BSG Lokomotive Oschersleben | 1:1      | 2:2       |
| So 24. April / So 22. Mai | SC Turbine Erfurt            | 5:1    | SG Fortuna Pankow           | 3:0      | 2:1       |
| So 24. April / So 22. Mai | BSG Empor Halle              | 4:2    | BSG Einheit Frankfurt       | 2:0      | 2:2       |
| So 24. April / So 22. Mai | BSG Motor Mitte Schmalkalden | 2:3    | BSG Einheit Schwerin        | 1:1      | 1:2       |
| So 24. April / So 22. Mai | BSG Einheit Cottbus          | 2:8    | SG Grünau                   | 0:4      | 2:4       |
| So 24. April / So 22. Mai | BSG Lokomotive Dresden       | ?:?    | BSG Lokomotive Prenzlau     | ?:?      | ?:?       |

3. Spiel (neutraler Platz)
| Datum                  |                         | Ergebnis |                             | Spielort |
| ---------------------- | ----------------------- | -------- | --------------------------- | -------- |
| So 12. Juni, 15:15 Uhr | BSG Motor Wismar        | ?:?      | BSG Motor Brand-Langenau    | Burg     |
| So 12. Juni, 15:0 Uhr  | BSG Chemie Leipzig-West | ?:?      | BSG Lokomotive Oschersleben | Köthen   |

## Zwischenrunde

### Staffel I
Spiele
| Datum                  |                      | Ergebnis |                           | Spielort       |
| ---------------------- | -------------------- | -------- | ------------------------- | -------------- |
| So 10. Juli, 14:30 Uhr | BSG Motor Wismar     | 4:1      | BSG Einheit Schwerin      | Neustadt-Glewe |
| So 10. Juli, 16:00 Uhr | SG Grünau            | 4:1      | BSG Motor Süd Brandenburg | Babelsberg     |
| Sa 16. Juli, 17:00 Uhr | BSG Einheit Schwerin | 1:1      | BSG Motor Süd Brandenburg | Neubrandenburg |
| So 17. Juli, 14:30 Uhr | BSG Motor Wismar     | 2:9      | SG Grünau                 | Magdeburg      |
| So 24. Juli, 14:30 Uhr | BSG Motor Wismar     | 2:5      | BSG Motor Süd Brandenburg | Stendal        |
| So 24. Juli, 14:30 Uhr | SG Grünau            | 2:1      | BSG Einheit Schwerin      | Dessau         |

Abschlusstabelle
| Pl. | Mannschaft                | Sp. | S | U | N | Tore    | Quote | Punkte |
| --- | ------------------------- | --- | - | - | - | ------- | ----- | ------ |
| 1.  | SG Grünau                 | 3   | 3 | 0 | 0 | 015:400 | 3,75  | 06:0   |
| 2.  | BSG Motor Süd Brandenburg | 3   | 1 | 1 | 1 | 007:700 | 1,00  | 03:30  |
| 3.  | BSG Motor Wismar          | 3   | 1 | 0 | 2 | 008:150 | 0,53  | 02:40  |
| 4.  | BSG Einheit Schwerin      | 3   | 0 | 1 | 2 | 003:700 | 0,43  | 01:50  |

### Staffel II
Spiele
| Datum                  |                             | Ergebnis |                             | Spielort   |
| ---------------------- | --------------------------- | -------- | --------------------------- | ---------- |
| So 10. Juli, 14:30 Uhr | SC Turbine Erfurt           | 2:5      | BSG Empor Halle             | Jena       |
| So 10. Juli, 16:00 Uhr | BSG Lokomotive Dresden      | 0:0      | BSG Lokomotive Oschersleben | Hartha     |
| Sa 16. Juli, 17:00 Uhr | BSG Lokomotive Oschersleben | 1:0      | SC Turbine Erfurt           | Nordhausen |
| So 17. Juli, 14:30 Uhr | BSG Empor Halle             | 2:1      | BSG Lokomotive Dresden      | Meerane    |
| Sa 23. Juli, 15:30 Uhr | SC Turbine Erfurt           | 0:3      | BSG Lokomotive Dresden      | Leipzig    |
| So 24. Juli, 14:30 Uhr | BSG Empor Halle             | 1:0      | BSG Lokomotive Oschersleben | Weimar     |

Abschlusstabelle
| Pl. | Mannschaft                  | Sp. | S | U | N | Tore    | Quote | Punkte |
| --- | --------------------------- | --- | - | - | - | ------- | ----- | ------ |
| 1.  | BSG Empor Halle             | 3   | 3 | 0 | 0 | 008:300 | 2,67  | 06:0   |
| 2.  | BSG Lokomotive Dresden      | 3   | 1 | 1 | 1 | 004:200 | 2,00  | 03:30  |
| 3.  | BSG Lokomotive Oschersleben | 3   | 1 | 1 | 1 | 001:100 | 1,00  | 03:30  |
| 4.  | SC Turbine Erfurt           | 3   | 0 | 0 | 3 | 002:900 | 0,22  | 0:60   |

## Spiel um Platz 3
Das Spiel fand in Ost-Berlin im Friedrich-Ludwig-Jahn-Sportpark statt.
| Datum                    |                           | Ergebnis |                        |
| ------------------------ | ------------------------- | -------- | ---------------------- |
| So 14. August, 14:00 Uhr | BSG Motor Süd Brandenburg | a        | BSG Lokomotive Dresden |

## Finale
| Paarung         | SG Grünau – BSG Empor Halle |
| Ergebnis        | 1:4 (1:1) |
| Datum           | Sonntag, 7. August 1955 |
| Stadion         | Stadion der Freundschaft, Gera |
| Zuschauer       | 2.000 |
| Schiedsrichter  | Lothar Green (Limbach) |
| Tore            | 0:1 Mennecke (10.) 1:1 Domke (18.) 1:2 Lehrmann (55.) 1:3 Keßler (69.) 1:4 Lehrmann (71.)                                                     |
| SG Grünau       | Gehrke – Tomaschewski, Flohr, Konrad Dorner – Krausche, H. Springer – Gathmann (22. Kusch), Buchwald, Wolfgang Domke, Müller, G. Springer     |
| BSG Empor Halle | Bobach – Peter Hammer, Dieter Drebes, Hans-Joachim Oelze – Willi Streit, Auerbach – Kühne, Werner Lehrmann, Keßler, Mennecke, Gerhard Schmidt |